# غيرت دوربيك
غيرت دوربيك (بالإستونية: Gert Dorbek)‏ مواليد 10 يونيو 1985 في تالين، هو لاعب كرة سلة إستوني. بدأ مسيرته الاحترافية في سنة 2002. يحمل الرقم 6. لعب مع نادي كاليف لكرة السلة.

## الإنجازات
- كأس إستونيا لكرة السلة : 2003، 2005، 2013، 2014
- الدوري الإستوني الممتاز لكرة السلة : 2005–06، 2010–11، 2011–12، 2012–13

## روابط خارجية
- غيرت دوربيك على موقع الاتحاد الدولي لكرة السلة (الإنجليزية)
- غيرت دوربيك على موقع كرة السلة الأوروبية.كوم (الإنجليزية)
- غيرت دوربيك على موقع ريلجم (الإنجليزية)
- غيرت دوربيك على موقع بروبوليرز (الإنجليزية)